# Sundar Pichai
Pichai Sundararajan, vagy ismertebb nevén Sundar Pichai, műszaki vezető, jelenleg a Google Inc. vezérigazgatója. Korábban a Google termékigazgatójaként dolgozott, vezérigazgatónak történő kinevezését 2015. augusztus 10-én jelentették be. Kinevezése része volt a Google átszervezésének, amikor is a Google egy új anyacég alá, az Alphabet Inc. alá került. Új pozícióját a folyamat végén, 2015. október 2-án foglalta el.

## Családja és tanulmányai
Pichai 1972-ben született Indiában, Madras-ban (ma Chennai), Lakshmi és Raghunathan Pichai gyermekeként. Édesapja elektromérnökként dolgozott a General Electric-nél, egy elektronikai termékeket előállító gyárat vezetett. Sundar egy kétszobás lakásban nőtt fel, Ashok Nagarban.
Iskoláit Jawahar Vidyalaya-ben, illetve az IIT kampuszon, Chennaiban végezte. Kohászati mérnökként szerzett diplomát az Indian Institute of Technology-n, Kharagpurban. Master diplomáját a Stanfordon, MBA diplomáját a Wharton School of the University of Pennsylvania-n szerezte meg.

## Pályafutása

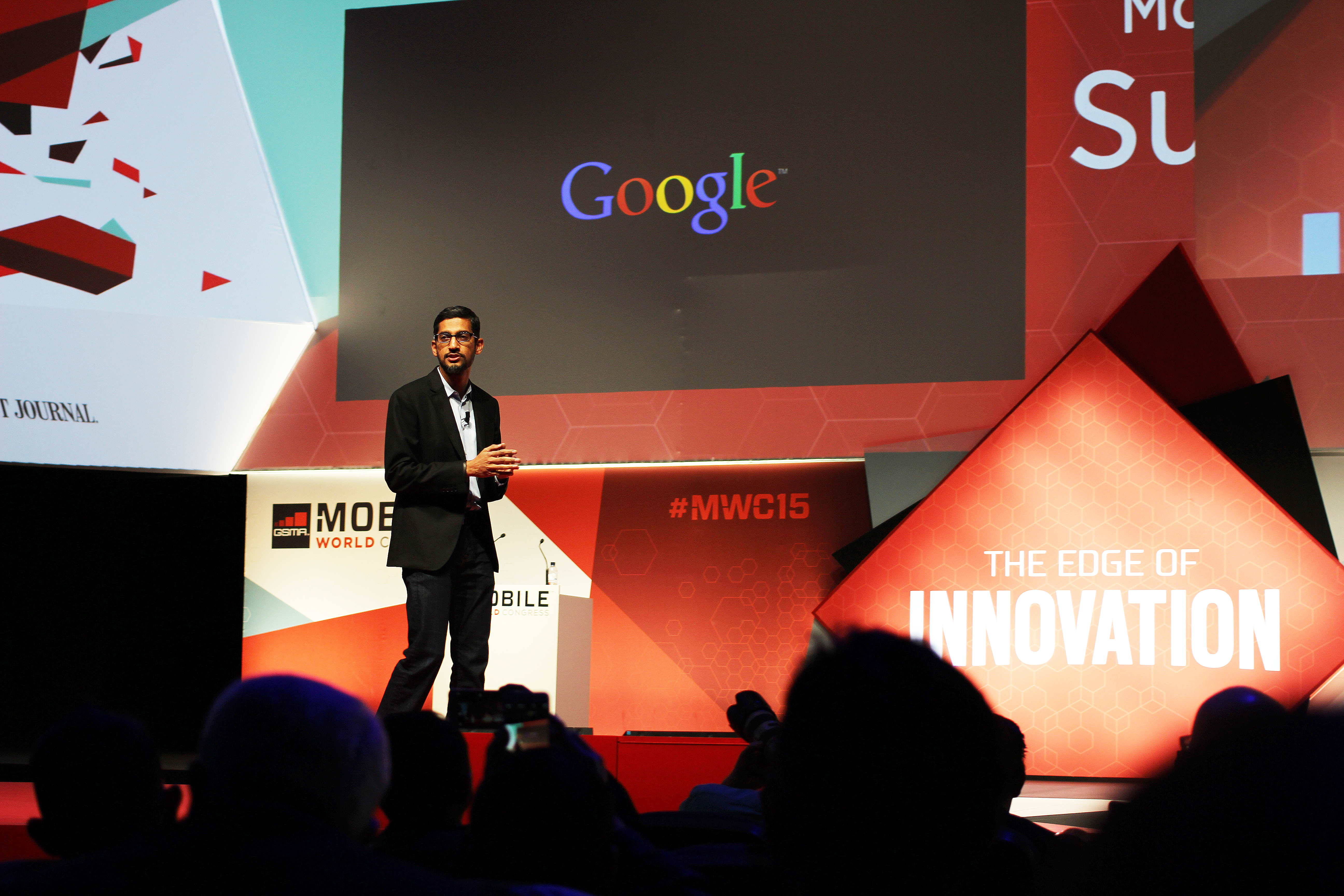
Pichai a 2015-ös Mobile World Congress-en ad elő, Barcelonában

Pichai a McKinsey & Company-nál helyezkedett el, ahol mérnöki feladatokkal és termékmenedzsmenttel foglalkozott.

### Google
Pichai 2004-ben csatlakozott a Google-höz, ahol a termékmenedzsmentet és az innovációs feladatokat vezette a Google kliens szoftver termékeinél, köztük a Google Chrome-mal és a Chrome OS-szel, illetve nagy mértékben felelős volt a Google Drive projektért is.
Ezután számos különböző alkalmazás fejlesztését felügyelte, köztük a Gmailt és a Google Maps-t.
2009. november 19-én egy bemutatót tartott a Chrome OS-szel és, míg a Chromebook 2011-ben került próbakiadásra és tesztelésre, illetve 2012-ben lett elérhető széles tömegek számára.
2010. május 20-án bemutatta a Google nyílt forráskódú videó kodekét, a VP8-at, illetve az új videó formátumot, a WebM-et.
2013. március 13-tól már az Android operációs rendszer fejlesztését is felügyelte, melyet korábban Andy Rubin menedzselt.
2014-ben kapcsolatba hozták a Microsoft vezérigazgatói posztjával is.
2011 áprilisától 2013 júliusáig a Jive Software igazgatójaként is tevékenykedett.
2015. augusztus 10-én jelentették be mint a Google új vezérigazgatóját, miután még 2014. október 24-én maga az akkori vezérigazgató, Larry Page nevezte ki a termékfejlesztését felelős igazgatónak. Pichai az új anyacég, az Alphabet Inc. megalakulását követő átszervezés végén lépett a Google vezérigazgatói posztjára.

## Magánélete
Házas, felesége Anjali Haryani, az Indian Institute of Technology, Kharagpur vegyészmérnök hallgatója, két gyermekük van.